# Phylladiorhynchus integrirostris
Phylladiorhynchus integrirostris is een tienpotigensoort uit de familie van de Galatheidae. De wetenschappelijke naam van de soort is voor het eerst geldig gepubliceerd in 1852 door Dana.